# La Descente d'Orphée aux Enfers
Ne doit pas être confondu avec Orphée descendant aux Enfers H.471, cantate de Marc-Antoine Charpentier.
La Descente d'Orphée aux Enfers, H.488, est un opéra baroque du compositeur Marc-Antoine Charpentier. Le librettiste est inconnu mais l'histoire s'inspire du mythe d'Orphée présent dans les Métamorphoses d'Ovide.

## Historique

### Contexte
Accueilli pendant plusieurs années chez la duchesse de Guise, Marc-Antoine Charpentier est à son service comme compositeur pendant l'écriture de cet opéra. Dans le même temps, il travaille avec Molière dans la Troupe du Roi, dans ce qui devient par la suite la Comédie-Française, pour la composition des ouvertures, d'airs et mélodies présents dans les pièces du dramaturge. Marc-Antoine Charpentier s'est déjà essayé au mythe d'Orphée dans une petite cantate qu'il compose quelques années auparavant, en 1683 ou 1684, Orphée descendant aux Enfers ; il s'agit d'un court ouvrage de musique en concert pour trois voix.

### Genèse et création
Opéra de chambre probablement incomplet d'une heure environ et en deux actes pour neuf voix, La Descente d'Orphée aux Enfers est composé entre fin 1686 et début 1687 pour la Duchesse de Guise. Lors des premières représentations, le compositeur chante le rôle d'Ixion ; celui d'Orphée est assuré par François Anthoine. On ne sait cependant pas quelles sont les circonstances de la première représentation de l'ouvrage. L'on sait cependant que le musicien Étienne Loulié y joue dans l'orchestre car il est mentionné sur le manuscrit de la partition. On sait également que les frères Pièche, Antoine et Pierre, sont présents. Le manuscrit fait par ailleurs mention de ballets. Il est très vraisemblable que cette première privée chez la Duchesse soit l'unique représentation de l'ouvrage à cette époque.

## Description
Probablement incomplet, l'ouvrage est en deux actes, alors que les opéras ou tragédies lyriques de cette période en comptait d'ordinaire au moins trois ou cinq. Deux thèses s'opposent : soit l'histoire est sciemment achevée avant la remontée du couple, soit l'ouvrage est effectivement retranché de sa fin involontairement et serait donc perdu. La première est soutenue par la musicologue spécialiste de Marc-Antoine Charpentier Catherine Cessac tandis que l'autre est défendue notamment par Wiley H. Hitchcock. Plusieurs signes semblent étayer la seconde : la traditionnelle forme tripartite des histoires, dont le dénouement manque ici ; l'absence de la mention « Fin » à la fin de la partition, et n'est ici que écrit « Fin du Sd Acte » ; et d'autres purement techniques comme le marquage des cahiers qui semble indiquer que la fin, écrite sur un autre jeu de feuilles, aurait pu se détacher.

## Postérité

### Les Arts florissants
L'ensemble baroque Les Arts florissants de William Christie ont joué à plusieurs reprises cet ouvrage, ce qui a contribué à faire redécouvrir cet opéra. Le chef d'orchestre considère La Descente d'Orphée comme :

« une œuvre de plus grande envergure que Les Arts Florissants ; c’est l’une des meilleures pièces dramatiques de la production de Charpentier. […] Charpentier crée un monde musical aussi profondément émouvant que celui des tragédies de Lully. »

La première production se déroule en 1995 dans une tournée qui débute au Festival Baroque de l'Opéra National de Paris, et qui passe par la suite à New York, Budapest, Milan, Prague et Versailles, ainsi qu'au Festival d'art lyrique d'Aix-en-Provence, mise en scène par Christophe Galland. En 1997 et 1998, l'ensemble donne plusieurs versions de concert en Allemagne.
En 2004, une production en tournée internationale pour les vingt-cinq ans de l'ensemble se déroule en France, Belgique, Allemagne, États-Unis, etc., débutant à la Cité de la Musique à Paris, est dirigée par William Christie et mise en scène par Vincent Boussard. Les costumes y sont assurés par Christian Lacroix. En tant que chanteurs, on retrouve Jaël Azzaretti en Eurydice, Paul Agnew en Orphée et Joao Fernandes en Pluton. En 2012, l'opéra est joué à Versailles à l'Opéra Royal, dirigé cette fois-ci par Jonathan Cohen.

### Autres productions
En 2001, l'Early Opera Company (en) d'Angleterre dirigée par Christian Curnyn (en) donne une production à Cheltenham. En 2007, l'ouvrage est produit pour le Palais des fêtes à Strasbourg, dirigé par Martin Gester et mis en scène par Carlos Harmuch, avec Axelle Barnage en Eurydice et Rodrigo del Pozo en Orphée. Cette production est reprise au Festival de Vlaanderen en Belgique. En 2011 à Boston, dirigé par Paul O’Dette et Stephen Stubbs et mis en scène par Gilbert Blin, repris en 2014 au Canada. Une autre production en 2014 à New York dirigée par Neal Goren et mise en scène par Andrew Eggert et une à La Haye dirigée par Hernán Schvartzman et mise en scène par Serge van Vegge.
L'opéra est joué en version scénique en 2015 à Dijon à l'Auditorium ; le Concert d'Astrée est dirigé par la claveciniste et chef d'orchestre Emmanuelle Haïm. On y retrouve Samuel Boden en Orphée, Katherine Watson en Eurydice et Geoffroy Buffière en Pluton.

## Rôles, voix et créateurs
| Rôle       | Voix          | Créateurs                 |
| ---------- | ------------- | ------------------------- |
| Orphée     | haute-contre  | François Anthoine         |
| Eurydice   | soprano       | Geneviève de Brion        |
| Pluton     | baryton-basse | Germain-Alexandre Carlier |
| Proserpine | soprano       | Élisabeth Thorin          |
| Ixion      | haute-contre  | Marc-Antoine Charpentier  |
| Apollon    | baryton-basse | Pierre Beaupuis           |
| Aréthuze   | alto          | Élisabeth Thorin          |
| Tantale    | ténor         | Henri de Baussen          |
| Daphné     | soprano       | Jeanne Guyot              |
| Œnone      | soprano       | Antoinette Talon          |
| Titye      | baryton-basse | Pierre Beaupuis           |

## Argument

### Acte I
Scène 1 : Daphné appelle les nymphes à célébrer le mariage d'Orphée et Eurydice, qui entrent en chantant et dansant. Cette dernière leur demande de cueillir des fleurs pour couronner Orphée quand elle pousse un cri car un serpent la mord.
Scène 2 : Orphée accourt vers son épouse quand elle meurt dans ses bras. Avec les bergers, il se lamente lorsqu'il décide de la suivre dans la mort.
Scène 3 : Apollon paraît pour dissuader Orphée de mourir et pour le persuader d'aller essayer de la récupérer des mains du dieu des Enfers.

### Acte II
Scène 1 : en Enfer, les suppliciés : Ixion, à une roue en rotation permanente ; Tantale, condamné à avoir toujours faim et soif ; Titye, dont le foie est sans cesse dévorer par un vautour.
Scène 2 : Orphée paraît et leur demande de cesser de se plaindre, sa propre blessure étant plus dure encore. Son chant va les calmer.
Scène 3 : Pluton est étonné de voir un mortel chez lui lorsqu'Orphée lui explique qu'il vient chercher sa femme. Proserpine est émue de l'histoire du chanteur et essaie de persuader le dieu des Enfers, mais il refuse. Elle demande à Orphée d'utiliser son chant pour le charmer, qui finit par céder. Il peut l'emmener, à la seule condition qu'il ne le regarde pas tant qu'ils ne sont pas à la surface, ce que le chanteur doute de pouvoir accomplir.
Scène 4 : Les habitants de l'Enfer demande à Orphée de rester plus longtemps pour qu'il continue de chanter. Ils pleurent son départ.

## Enregistrements
- La Descente d'Orphée aux Enfers, H.488 - Les Arts Florissants, William Christie, Paul Agnew Orphée, Sophie Daneman Euridice, enregistré et publié en 1995, paru chez WEA Erato[8],[1].
- La Descente d'Orphée aux Enfers H.488 - La Couronne de Fleurs H.486, Aaron Sheehan Orphée, Amanda Forsythe Euridice, Boston Early Music Festival Vocal & Chamber Ensembles, dirigé par Paul O'Dette et Stephen Stubbs, 1 CD CPO 2014
- La Descente d'Orphée aux Enfers, H.488 - Ensemble Correspondances, Sébastien Daucé, Robert Getchell Orphée, Caroline Weynants Euridice, 2017, enregistré en janvier 2016 pour Harmonia Mundi. (OCLC 1084492695)[9],[10].
- La Descente d'Orphée aux Enfers, H.488 - Ensemble Desmarest, Ronan Khalil, 2018, Glossa, 1 CD. Avec Cyril Auvity en Orphée, Céline Scheen en Eurydice[11],[12].
- La Descente d'Orphée aux Enfers H.488, chez Alpha, 2020, enregistré en 2019, avec Reinoud Van Mechelin, Orphée, Déborah Cachet Euridice, Vox Luminis et A Nocte Temporis, dirigés par Lionel Meunier et Reinoud Van Mechelen, Le CD, contient également la cantate Orphée descendant aux Enfers, H.471[13].